# Sjeik Zayed-moskee
De Sjeik Zayed-moskee (Arabisch: مسجد الشيخ زايد) in Abu Dhabi is de grootste moskee in de Verenigde Arabische Emiraten en de op zeven na grootste moskee ter wereld. De moskee is vernoemd naar sjeik Zayid bin Sultan al Nuhayyan, de grondlegger en eerste president van de Verenigde Arabische Emiraten, die er ook begraven ligt. De moskee werd officieel geopend tijdens de maand ramadan in 2007.
De moskee is voor bezoekers dagelijks geopend van 9 uur 's ochtends tot 10 uur 's avonds, behalve tijdens het gebed op vrijdagochtend.

## Ontwerp
Het ontwerp van de Sjeik Zayed-moskee is gebaseerd op de Mongoolse en Moorse moskeearchitectuur. De Badshahimoskee in Lahore en de Hassan II-moskee in Casablanca hadden directe invloeden. De koepel en vloeren van de moskee zijn geïnspireerd op de Badshahimoskee en de architectuur op zowel het Mongoolse als Moorse ontwerp. De zuilengangen zijn typisch Moors en de minaret klassiek-Arabisch. Het ontwerp van de moskee kan het best omschreven worden als een fusie van Arabische, Mongoolse en Moorse architectuur.

## Afmeting
De moskee is groot genoeg om plaats te bieden aan 40.000 moskeegangers. De grootste gebedsruimte biedt plaats voor 9000 personen. Twee ruimtes hiernaast, met een capaciteit van elk 1500 personen, zijn exclusief bedoeld voor vrouwen.
Er zijn vier minaretten van 107 meter hoog op elke hoek van de moskee. Er zijn 82 koepels die zowel de buitentuin als het hoofdgebouw bedekken. De koepels zijn verfraaid met wit marmer en ook een groot deel van het interieur is bekleed met marmer. De binnenplaats is geplaveid met bloemmotieven.

## Wereldrecord
De Sjeik Zayed-moskee heeft enkele wereldrecords behaald:
- De moskee herbergt het grootste tapijt ter wereld, gemaakt door een Iraanse tapijtenfabriek en ontworpen door de Iraanse ontwerper Ali Khaliqi.[5] Dit tapijt heeft een oppervlakte van 5627 m² en is gemaakt door 1200 wevers, 20 technici en 30 andere medewerkers. Het gewicht van het tapijt bedraagt 47 ton, waarvan 35 ton wol en 12 ton katoen. Er zitten circa 2.268.000.000 knopen in het tapijt.
- De moskee herbergt de grootste kroonluchter. Er zijn zeven kroonluchters geïmporteerd uit Duitsland, gemaakt van koper en goud. De grootste kroonluchter heeft een diameter van 10 meter en een hoogte van 15 meter.[6]

Beide records stonden voorheen op naam van de Sultan Qaboes-moskee in Oman.